# National Pipe Thread

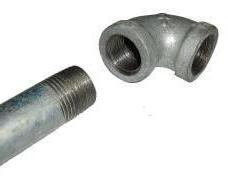
Gängat rör en 90 graders nippel. Rörets sida har en utvändig NPT gänga, medan 90 graders nippeln har en invändig gänga.

National Pipe Thread, förkortat NPT är en amerikansk standard som omfattar koniska och raka gängor. Dessa gängor tillåter rörkonstruktioner att transportera vätska, gas, ånga och hydrauliska vätskor genom att sammanbinda rör- och slanganordningar.

## Historia
Gängorna har tidigare kallats Iron Pipe Thread och MIP (Male Iron Pipe, ungefär hangängat järnrör) för utvändig gänga respektive FIP (Female Iron Pipe, ungefär hongängat järnrör) för invändig gänga har använts som beteckning.

## Konstruktion
NPT-gängor har alla samma avsmalning, 3/4 tum per fot. Rör och anslutningar med denna typ av gänga förekommer främst i storlekarna från och med 1/8 tum upp till och med 2 tum.
Gängorna har ett antal praktiska nackdelar, bland annat tätar inte gängan helt då läckage kan uppstå i gängorna. Vilket betyder att det krävs tätningsmassa eller annan produkt med tätande funktion. Exempelvis kan PTFE-band användas som tätning, då det har en låg friktion och gör att gängorna enkelt kan skruvas samman. Ett annat problem är att den koniska gängar fungerar som en mekanisk kil och är den interna porten bearbetad i ett gjutet stycke kan detta spricka upp. Utöver gjutjärn kan stål, mässing, PVC, nylon och brons användas som material.
För att lösa problemet med läckage har ett antal varianter av NPT kommit upp, dessa kallas vanligen dryseal på engelska, översatt torrtätning. Den vanligaste av dem är NPTF, där diametern på gängornas toppar har gjorts större, vilket skapar full kontakt mellan interna och externa gängorna, presspassning. En annan variation av dryseal är NPSF, som används för interna gängor. NPTF kan som extern gänga användas i NPSF-gängor för att uppfylla både mekanisk koppling och hydraulisk tätning.

## Olika beteckningar
Det finns ett antal varianter av denna gänga, som har fått egna beteckningar.
- NPT, National Pipe Tapered, konisk gänga, där T i förkortningen står för tapered (konisk)
- NPS, National Pipe Straight, rak gänga, där S i förkortningen står för straight (rak).
- NPTF, National Pipe Tapered Fuel, konisk gänga, där TF i förkortningen står för Tapered Fuel (konisk bränsle)
- NPSF, National Pipe Straight Fuel, rak gänga, där SF i förkortningen står för Straight Fuel (rak bränsle)
- NPSM, National Pipe Straight Mechanical, rak gänga, M i förkortningen står för Mechanical (mekanisk)[5]

## Dimensionstabell
| Dimension | Ytter- diameter | Antal gängor per tum |
| --------- | --------------- | -------------------- |
| 1/16"     | 0,3125"         | 27                   |
| 1/8 "     | 0,405"          | 27                   |
| 1/4 "     | 0,540"          | 18                   |
| 3/8 "     | 0,675"          | 18                   |
| 1/2 "     | 0,840"          | 14                   |
| 5/8 "     | 0,902"          | 14                   |
| 3/4 "     | 1,050"          | 14                   |
| 1 "       | 1,315"          | 11½                  |
| 1¼ "      | 1,660"          | 11½                  |
| 1½ "      | 1,900"          | 11½                  |
| 2 "       | 2,375"          | 11½                  |
| 2½ "      | 2,875"          | 8                    |
| 3 "       | 3,500"          | 8                    |
| 4 "       | 4,500"          | 8                    |
| 5 "       | 5,563"          | 8                    |
| 6 "       | 6,625"          | 8                    |
| 10 "      | 10,750"         | 8                    |